# U-571
U-571 è un film statunitense del 2000 co-scritto e diretto da Jonathan Mostow.
La pellicola, vincitrice di un premio Oscar su due candidature, racconta una spedizione militare, durante la seconda guerra mondiale, della marina americana per sottrarre ai tedeschi uno speciale macchinario per le trasmissioni in codice.

## Trama
Aprile 1942, piena seconda guerra mondiale. Gli americani vengono a sapere che il sommergibile tedesco U-571 è in avaria e attende i soccorsi da un altro U-Boot nel bel mezzo dell'Atlantico. 
Viene organizzata una missione per impadronirsi della macchina Enigma e dei documenti di cifratura a bordo dell'U-571, in modo da decifrare i messaggi in codice dei sommergibili tedeschi. Il piano prevede di prendere i nemici alla sprovvista, impadronirsi di Enigma e affondare l'U-571 prima dell'arrivo del sommergibile di appoggio. Al comando della missione vengono assegnati il capitano Dahlgren e il suo secondo, Tyler.
L'assalto va a buon fine ma, durante il trasbordo dei prigionieri, il sommergibile americano viene affondato dal sommergibile di appoggio arrivato sul posto prima del previsto e il capitano Dahlgren muore. I sopravvissuti (Tyler -ora comandante del gruppo- , il capo Klougtdi, Emmet, Hirsch, Mazzola e Trigger) riescono ad immergersi con l'U-571 e a distruggere il sommergibile di appoggio (non facilmente data l'iniziale difficoltà degli americani a comprendere le scritte in tedesco ed il differente sistema di misurazione della profondità in metri e non in piedi). Recuperati altri due superstiti, tra cui il comandante dell'U-571 Gunther Wassner (che si spaccia per un elettricista), Tyler decide di fare rotta per l'Inghilterra.
Durante la navigazione, l'U-boot viene avvistato da un ricognitore tedesco che lo segnala a un incrociatore. Gli americani, smascherati, sono costretti a immergersi, ma non prima di aver neutralizzato la capacità della nave di trasmettere via radio, facendo esplodere la sua sala radio con un colpo del cannone di bordo. Nel frattempo, Wassner uccide Mazzola e Tyler ordina di immobilizzarlo.
L'U-571 viene attaccato e pesantemente danneggiato dall'incrociatore con le bombe di profondità. A questo punto Tyler pianifica un attacco per distruggere la nave tedesca. Vengono espulsi dai tubi lanciasiluri degli scarti e il corpo di Mazzola, dando l'impressione ai nemici che il sommergibile sia affondato, così da permettere all'equipaggio di far emergere l'U-boot a debita distanza e distruggere l'incrociatore con l'ultimo siluro rimasto nella camera di lancio di poppa. Nel frattempo, Wassner cerca di far localizzare il sommergibile picchiando con le manette sullo scafo, ma viene scoperto e ucciso da Hirsch. 
Durante l'esecuzione del piano di Tyler, il sommergibile viene ulteriormente attaccato con le bombe di profondità ma la tattica funziona e il sottomarino riesce alla fine a distruggere l'incrociatore tedesco. Dopo pochi minuti l'U-571, danneggiato irrimediabilmente, affonda e gli americani, recuperata la macchina Enigma, s'imbarcano su un canotto di salvataggio. Pochi giorni dopo, l'equipaggio viene salvato da un Catalina della marina americana.

## Produzione
Per le riprese del film, effettuate nel complesso di Cinecittà,  è stato utilizzato un sommergibile italiano oggi ubicato all'interno di Cinecittà World.
Per realizzare il cacciatorpediniere della Marina tedesca (chiamato nel film "Anschluss" con Pennant number Z49) è stata impiegata l'unità della Marina Militare Proteo, debitamente allestita.

## Accoglienza

### Incassi
A fronte di un budget di $ 62 milioni, il film ha incassato globalmente 127666415 $.

### Critica
Il film è ispirato molto vagamente alla storia della cattura della macchina Enigma da parte degli inglesi dell'HMS Bulldog (H91) nel maggio 1941, quando gli americani ancora non erano entrati in guerra. Questa differenza attirò, all'epoca dell'uscita nelle sale cinematografiche, le proteste del primo ministro inglese Tony Blair. A tali proteste il presidente statunitense Bill Clinton rispose brevemente: «Dopo tutto, si tratta solo di un film».
A seguito delle proteste la produzione ha accettato di aggiungere ai titoli di coda una scritta in cui viene riconosciuto il contributo della Royal Navy alla cattura dei codici della macchina Enigma (U-110,  U-559) così come della Marina americana per la cattura del sottomarino U-505.

## Riconoscimenti
- 2001 - Premio Oscar[5]
  - Miglior montaggio sonoro a Jon Johnson
  - Candidatura per il Miglior sonoro a Steve Maslow, Gregg Landaker, Rick Kline e Ivan Sharrock
- 2001 - BMI Film & TV Award
  - Miglior sonoro a Richard Marvin
- 2001 - Blockbuster Entertainment Awards
  - Candidatura per il Miglior attore protagonista in un film d'azione a Matthew McConaughey
  - Candidatura per il Miglior attore non protagonista in un film d'azione a Harvey Keitel
- 2001 - Cinema Audio Society Awards
  - Candidatura per il Miglior montaggio sonoro a Steve Maslow, Gregg Landaker, Rick Kline e Ivan Sharrock
- 2001 - Huabiao Awards
  - Miglior film straniero tradotto
- 2001 - Motion Picture Sound Editors
  - Candidatura per il Miglior montaggio sonoro in un lungometraggio a Jon Johnson, Val Kuklowsky, Petra Bach e Michele Perrone.
  - Candidatura per il Miglior montaggio sonoro in un lungometraggio a Jon Johnson, Miguel Rivera, Keith Bilderbeck, Angelo Palazzo, Guy Tsujimoto, Tim Gedemer, Brian W. Jennings, Sandy Gendler, Charles Maynes, Bruce Stubblefield, Donald Sylvester e Robert Troy.
- 2001 - Taurus World Stunt Awards
  - Candidatura per il Miglior Stunt con il Fuoco a Robert Lahoda e Jaroslav Psenicka
- 2000 - Las Vegas Film Critics Society Awards
  - Candidatura per i Migliori effetti speciali a Thad Beier, Marc Banich, Mark Freund e Peter Donen